# Eleonora z Alburquerque
Eleonora z Alburquerque (španělsky: Leonor Urraca de Castilla, condesa de Alburquerque; 1374, Aldeadávila de la Ribera – 16. prosince 1435, Medina del Campo) byla kastilská šlechtična, 3. hraběnka z Alburquerque, která se sňatkem s Ferdinandem I. Aragonským stala aragonskou královnou. V roce 1420 během nepřítomnosti svého syna krále byla aragonskou regentkou.

## Rodina
Její otec byl Sancho Kastilský, nemanželský syn krále Alfonsa XI. Kastilského a jeho milenky Eleonory de Guzmán, a bratr krále Jindřicha II. Kastilského. Její matkou byla Beatrix Portugalská, dcera Petra I. Portugalského a Inés de Castro. Eleonora se narodila v Aldeadavila de la Ribera.

erb Eleonory z Alburquerque

Eleonořin bratr byl 2. hrabětem z Alburquerque.

## Manželství
Eleonora byla původně zasnoubená s Fridrichem, nemanželským synem Jindřicha II. Kastilského, nicméně toto zasnoubení bylo zrušeno.
Po smrti Jana I. Kastilského dne 9. října 1390 se Regentská rada zabývala otázkou dědictví, infantovi Jindřichovi bylo jedenáct let, Ferdinandovi deset. Bylo dohodnuto, že se Ferdinand se neožení, dokud Jindřichovi nebude čtrnáct let.
Petr I. Kastilský byl v roce 1369 zabit svým nemanželským bratrem Jindřichem. Zástupci duchovenstva, šlechty, venkovské šlechty a obchodníků, se dohodli, že Jindřichův vnuk infant Jindřich by si měl vzít za manželku vnučku zavražděného krále Petra, anglickou princeznu Kateřinu z Lancasteru, dceru Jana z Gentu. Jindřich splnil požadavky, takže teď bylo na jeho mladším bratrovi Ferdinandovi, aby si našel čestnou a bohatou manželku.
Právě šestnáctiletá Eleonora měla věk na vdávání. Eleonora se sňatkem souhlasila, ale ten se ještě nemohl uskutečnit, protože Ferdinandovi bylo teprve deset let. Vlastnila města Haro, Briones, Vilforado, Ledesma a města, která jí daroval král Jan I. Kastilský – Albuquerque, Codesera, Azagala, Alconchel, Medellin, Alconétar a Villalon. To z Eleonory dělalo přitažlivou manželku pro infanta Ferdinanda.
Sňatek mezi nimi se uskutečnil v roce 1394. Měli spolu sedm dětí:
- Alfons V. Aragonský (1396 – 27. června 1458), král Aragonie, Valencie, Mallorky, Sicílie, Sardinie, Korsiky a Neapole, ⚭ 1415 Marie Kastilská (1401–1458)
- Marie Aragonská (1396 – 18. února 1445), ⚭ 1418 Jan II. Kastilský (6. března 1405 – 22. července 1454), kníže asturijský, král kastilský od roku 1406 až do své smrti
- Jan II. Aragonský (29. června 1398 – 20. ledna 1479), král navarrský, aragonský, valencijský, sicilský a hrabě barcelonský,
⚭ 1420 Blanka Navarrská (6. července 1387 – 1. dubna 1441)
⚭ 1447 Jana Enríquezová (1425 – 13. února 1468), 5. paní z Casarrubios del Monte
- Jindřich z Villeny (1400 – 15. června 1445), 1. vévoda z Villeny, 4. hrabě z Alburquerque, hrabě z Ampurias, velmistr řádu svatojakubských rytířů,
⚭ 1418 Kateřina Kastilská (1403–1439)
⚭ 1439 Beatriz de Pimentel (1416–1490)
- Eleonora Aragonská (1402 – 19. února 1445), ⚭ 1428 Eduard I. Portugalský (31. října 1391 – 9. září 1438), král portugalský a algarve od roku 1433 až do své smrti
- Petr z Alburquerque (1406–1438), vévoda z Nota,
- Sancho Aragonský (1399/1400 nebo 1401 – březen 1416), velmistr řádu alcántarských rytířů

## Pozdější život
V roce 1412, po Dohodě z Caspe, se Ferdinand a Eleonora stali králem a královnou Aragonie. Nicméně vládli jen čtyři roky, v roce 1416 Ferdinand ve 36 letech zemřel. Eleonora, které bylo 42 let, odešla do Mediny del Campo. V roce 1435 byl její syn, aragonský princ, po námořní bitvě u Ponzy v Janovské republice zajat.
Královský palác Medina del Campo, rodiště jejího manžela a jejich dětí, byl přeměněn na klášter Santa María la Real. Tam byla Eleonora svědkem bojů mezi svými dětmi a monarchisty, vedenými Álvarem de Lunou. Eleonora ztratila některé své pozemky.
Eleonora zemřela v roce 1435, v Medina del Campo, v provincii Valladolid. Je pohřbena v klášteře Santa María la Real, v jednoduchém hrobě na podlaze.

## Vývod z předků
|                         |                                             |  |                      |                              |  |  |  |  |  |  |  | Sancho IV. Kastilský |
|                         |                                             |  |                      |                              |  |  |  |  |  |  |  |                      |
|                         | Ferdinand IV. Kastilský                     |  |                      |                              |  |  |  |  |  |  |  |                      |
|                         |                                             |  |                      |                              |  |  |  |  |  |  |  |                      |
|                         |                                             |  |                      | Marie z Moliny               |  |  |  |  |  |  |  |                      |
|                         |                                             |  |                      |                              |  |  |  |  |  |  |  |                      |
|                         | Alfons XI. Kastilský                        |  |                      |                              |  |  |  |  |  |  |  |                      |
|                         |                                             |  |                      |                              |  |  |  |  |  |  |  |                      |
|                         |                                             |  |                      | Dinis I. Portugalský         |  |  |  |  |  |  |  |                      |
|                         |                                             |  |                      |                              |  |  |  |  |  |  |  |                      |
|                         | Konstancie Portugalská                      |  |                      |                              |  |  |  |  |  |  |  |                      |
|                         |                                             |  |                      |                              |  |  |  |  |  |  |  |                      |
|                         |                                             |  |                      | Alžběta Portugalská          |  |  |  |  |  |  |  |                      |
|                         |                                             |  |                      |                              |  |  |  |  |  |  |  |                      |
|                         | Sancho Kastilský                            |  |                      |                              |  |  |  |  |  |  |  |                      |
|                         |                                             |  |                      |                              |  |  |  |  |  |  |  |                      |
|                         |                                             |  |                      | Alvar Perez de Guzmán        |  |  |  |  |  |  |  |                      |
|                         |                                             |  |                      |                              |  |  |  |  |  |  |  |                      |
|                         | Pedro Nunes de Gusmão, Mordomo-mor do Reino |  |                      |                              |  |  |  |  |  |  |  |                      |
|                         |                                             |  |                      |                              |  |  |  |  |  |  |  |                      |
|                         |                                             |  |                      | Maria Girón                  |  |  |  |  |  |  |  |                      |
|                         |                                             |  |                      |                              |  |  |  |  |  |  |  |                      |
|                         | Eleonora z Guzmánu                          |  |                      |                              |  |  |  |  |  |  |  |                      |
|                         |                                             |  |                      |                              |  |  |  |  |  |  |  |                      |
|                         |                                             |  |                      | Fernando Perez Ponce de Leão |  |  |  |  |  |  |  |                      |
|                         |                                             |  |                      |                              |  |  |  |  |  |  |  |                      |
|                         | Juana Ponce de León                         |  |                      |                              |  |  |  |  |  |  |  |                      |
|                         |                                             |  |                      |                              |  |  |  |  |  |  |  |                      |
|                         |                                             |  |                      | Urraca Guterres de Menezes   |  |  |  |  |  |  |  |                      |
|                         |                                             |  |                      |                              |  |  |  |  |  |  |  |                      |
| Eleonora z Alburquerque |                                             |  |                      |                              |  |  |  |  |  |  |  |                      |
|                         |                                             |  |                      |                              |  |  |  |  |  |  |  |                      |
|                         |                                             |  | Dinis I. Portugalský |                              |  |  |  |  |  |  |  |                      |
|                         |                                             |  |                      |                              |  |  |  |  |  |  |  |                      |
|                         | Alfons IV. Portugalský                      |  |                      |                              |  |  |  |  |  |  |  |                      |
|                         |                                             |  |                      |                              |  |  |  |  |  |  |  |                      |
|                         |                                             |  |                      | Alžběta Portugalská          |  |  |  |  |  |  |  |                      |
|                         |                                             |  |                      |                              |  |  |  |  |  |  |  |                      |
|                         | Petr I. Portugalský                         |  |                      |                              |  |  |  |  |  |  |  |                      |
|                         |                                             |  |                      |                              |  |  |  |  |  |  |  |                      |
|                         |                                             |  |                      | Sancho IV. Kastilský         |  |  |  |  |  |  |  |                      |
|                         |                                             |  |                      |                              |  |  |  |  |  |  |  |                      |
|                         | Beatrix Kastilská                           |  |                      |                              |  |  |  |  |  |  |  |                      |
|                         |                                             |  |                      |                              |  |  |  |  |  |  |  |                      |
|                         |                                             |  |                      | Marie z Moliny               |  |  |  |  |  |  |  |                      |
|                         |                                             |  |                      |                              |  |  |  |  |  |  |  |                      |
|                         | Beatrix z Alburquerque                      |  |                      |                              |  |  |  |  |  |  |  |                      |
|                         |                                             |  |                      |                              |  |  |  |  |  |  |  |                      |
|                         |                                             |  |                      | Fernando Rodríguez de Castro |  |  |  |  |  |  |  |                      |
|                         |                                             |  |                      |                              |  |  |  |  |  |  |  |                      |
|                         | Pedro Fernández de Castro                   |  |                      |                              |  |  |  |  |  |  |  |                      |
|                         |                                             |  |                      |                              |  |  |  |  |  |  |  |                      |
|                         |                                             |  |                      | Violante Sánchez Kastilská   |  |  |  |  |  |  |  |                      |
|                         |                                             |  |                      |                              |  |  |  |  |  |  |  |                      |
|                         | Inés de Castro                              |  |                      |                              |  |  |  |  |  |  |  |                      |
|                         |                                             |  |                      |                              |  |  |  |  |  |  |  |                      |
|                         |                                             |  |                      | Lourenço Soares de Valadares |  |  |  |  |  |  |  |                      |
|                         |                                             |  |                      |                              |  |  |  |  |  |  |  |                      |
|                         | Aldonça Lourenço de Valadares               |  |                      |                              |  |  |  |  |  |  |  |                      |
|                         |                                             |  |                      |                              |  |  |  |  |  |  |  |                      |
|                         |                                             |  |                      | Sancha Nunes de Chacim       |  |  |  |  |  |  |  |                      |
|                         |                                             |  |                      |                              |  |  |  |  |  |  |  |                      |